# Thomas Chubb

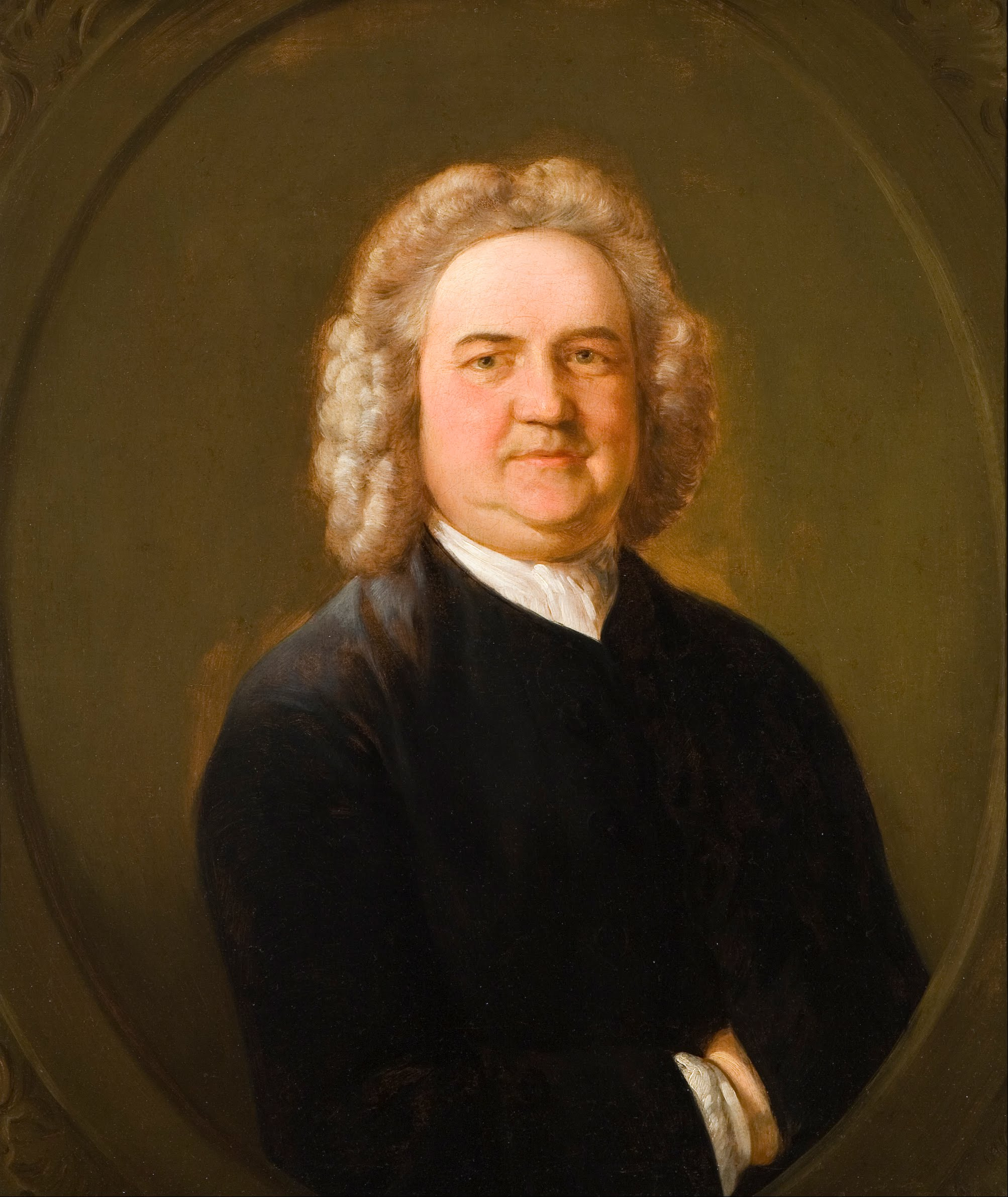
Thomas Chubb, porträtterad av Thomas Gainsborough.

Thomas Chubb, född den 29 september 1679 nära Salisbury, död den 8 februari 1747, var en engelsk deistisk författare.
Chubb betraktade Jesus som en gudomlig lärare, men ansåg att förnuftet var suveränt i frågor som angår religion, ifrågasatte religionens moraliska värde, men var av förnuftsskäl en försvarare av kristendomen. Han besatt ingen lärdom, men var väl insatt i de religiösa kontroverserna på hans tid. Ursprungligen lärjunge till Samuel Clarke kom han gradvis att övergå från arianismen till en modifierad deism.
Chubb skrev The True Gospel of Jesus Christ, Asserted, där han hävdade att man måste skilja mellan Jesu lära och apostlarnas undervisning. Chubbs åsikter gällande fri vilja och determinism, som kom till uttryck i hans book A Collection of Tracts on Various Subjects (1730), blev föremål för utförlig kritik av Jonathan Edwards i dennes bok Freedom of the Will (1754).
Chubb publicerade ett stort antal traktater, av vilka en, The Previous Question with regard to Religion, kom ut i fyra upplagor, tre av dem 1725. De samlades i en kvartovolym 1730 och blev uppmärksammade. Chubb uppmuntrades att skriva fler traktater. (Den andra upplagan av samlingsverket, som utkom i 2 band 1754, innehöll 35 traktater.)  
År 1731 publicerade han Discourse concerning Reason, … (showing that) reason is, or else that it ought to be, a sufficient guide in matters of Religion. Följande år utgav han The Sufficiency of Reason further considered … som appendix till en undersökning riktad mot en predikan av Samuel Croxall. Han drev tesen att firanden av Karl I:s martyrium inte passade ihop med högtidlighållandet av Vilhelm III:s ankomst. 
År 1740 utkom Enquiry into the Ground and Foundation of Religion, som innehöll ett debattinlägg mot Henry Stebbing. Chubb, som argumenterade mot den bokstavliga förståelsen av påbudet att ge allt man äger till de fattiga, anmärker att Stebbing hade två inkomstbringande tjänster, en prästtjänst och en befattning som ärkedjäkne, och att han därtill var på väg att lägga posten som kansler i Salisburystiftet, och att han därför knappast tolkade påbudet bokstavligt för egen del.
År 1743 utkom Enquiry concerning Redemption, där han försvarade sig mot angrepp från William Warburton, och 1745 The Ground and Foundation of Morality considered, ett angrepp på Thomas Rutherforths teori om självkärlek. Det sista verk Chubb själv utgav var Four Dissertations (1746), där han angriper några ställen i Gamla Testamentet med en frihet som väckte stor uppmärksamhet.